# Casimir III van Gniewkowo
Casimir III van Gniewkowo (circa 1280/1284 - tussen 22 augustus 1345 en 13 mei 1350) was van 1287 tot 1314 hertog van Inowrocław en van 1314 tot aan zijn dood hertog van Gniewkowo. Hij behoorde tot de Koejavische tak van het huis Piasten.

## Levensloop
Casimir III was de derde en jongste zoon van hertog Ziemomysł van Inowrocław en diens echtgenote Salomea, dochter van hertog Sambor II van Pommeren.
Na de dood van zijn vader in 1287 erfde Casimir III samen met zijn oudere broers Leszek en Przemysł diens domeinen. Wegens hun minderjarigheid werden ze tot in 1294 onder het regentschap geplaatst van hun moeder en hun oom Wladislaus de Korte. Dat jaar werd de oudste broer Leszek volwassen verklaard en nam die de regering en het regentschap van zijn jongere broers over. Casimir III zelf werd rond 1302 volwassen verklaard en regeerde vanaf dan samen met zijn broers. Twee jaar eerder, in 1300, werden de broers gedwongen om koning Wenceslaus II van Bohemen, die ook koning van Polen was, te huldigen als leenheer van hun gebied.
Nadat zijn oom Wladislaus de Korte in 1306 koning van Polen was geworden, huldigde Casimir hem. Als dank hiervoor werd hij benoemd tot gouverneur van de Pommerellen, waarbij hij als residentie Tczew toegewezen kreeg. In 1309 werd hij gedwongen deze functie op te geven, nadat de Duitse Orde zijn domeinen in de Pommerellen veroverd had. Daarna verzeilde hij samen met zijn broer Przemysł in een financieel conflict met bisschop Gerward van Włocławek. In december 1310 plunderden beide broers het district Raciąż, dat tot het bisdom behoorde, en als reactie werden ze op 2 januari 1311 door de bisschop geëxcommuniceerd. Przemysł en Casimir III namen dan weer wraak door zowel de bisschop als diens broer Stanislaus, proost van Włocławek, gevangen te nemen. Op 22 november 1311 sloten beide partijen uiteindelijk een akkoord: Gerward en Stanislaus werden vrijgelaten en de excommunicatie van Przemysł en Casimir III werd opgeheven.
In 1314 verdeelden Casimir III en zijn twee broers hun vaderlijke erfenis. Als jongste broer kreeg Casimir enkel het kleine district Gniewkowo. Tijdens de oorlogen tussen Polen en de Duitse Orde werd Gniewkowo in 1332 belegerd door Teutoonse ridders. Casimir, die er niet in slaagde zijn hertogdom te verdedigen en niet in gevangenschap wilde belandden, ontsnapte uit de stad. De volgende jaren verbleef hij in ballingschap, vermoedelijk aan het hof van de Poolse koning. Na het Verdrag van Kalisz van 8 juli 1343 kon Casimir uiteindelijk terugkeren naar zijn hertogdom.
Casimir III overleed tussen augustus 1345 en mei 1350. Het is niet geweten waar hij begraven werd.

## Huwelijk en nakomelingen
Tussen 1312 en 1318 huwde Casimir met een vrouw wier naam en afkomst onbekend gebleven zijn. Deze vrouw overleed tussen 1332 en 1343, toen hij zich in ballingschap bevond. Ze kregen volgende kinderen:
- Elisabeth (1315/1320-1345), huwde in 1339 met Stefanus II Katrimonić, ban van Bosnië
- Wladislaus de Witte (1327/1333-1388), hertog van Gniewkowo